# 朱訏淳
伊敬王朱訏淳（1480年—1542年），明朝第六代伊王，定王朱諟鋝的庶第二子。
他在弘治八年（1495年）十一月受封濟源王，後在嘉靖六年（1527年）晉封伊王，他在位十五年，在嘉靖二十一年（1542年）去世，兩年後其子朱典楧嗣位。

## 儿子
- 庶一子，伊哀王朱典楧。

- 庶二子，万安王朱典櫍[1]。

- 庶二女登封郡主（1512年-1535年），母张氏，适仪宾石麟[2]